# 东茭泾
东茭泾又名东高泾，是中華人民共和國上海市靜安區和寶山區的一條河流，是聯通蕰藻浜至蘇州河的航道。东茭泾北起蕰藻浜，南至走马塘與彭越浦相接，全长4.6公里。1951年和1975年，東茭涇曾實施2次疏浚。